# Oud Veluwse Markt
De Oud Veluwse Markt (OVM) is een toeristisch evenement in Barneveld, dat sinds 1967 jaarlijks, aanvankelijk op zes maar sinds 2022 op vier achtereenvolgende donderdagen in juli en augustus wordt gehouden. Deze markt bestaat uit ruim 175 houten kramen en vele standwerkers en oude ambachten met verkopers in authentieke kledij uit vroegere jaren, die verspreid staan door het centrum van Barneveld. 

## Geschiedenis
Al in 1965 ontstonden de eerste plannen door een actieve groep Barneveldse winkeliers die iets aan de promotie van Barneveld wilde doen. Ze zijn toen op zoek gegaan naar een Oud Veluwse insteek. Hierbij dachten zij aan ambachten, klederdracht en gebruiksvoorwerpen om een markt te organiseren zoals in grootmoeders tijd. Marktkooplieden die verkochten aan een houten kraam in hun boeren kledij. In juli 1967 werd de eerste Oud Veluwse Markt georganiseerd.  
In latere edities is de kleedjesmarkt (kindervlooienmarkt) toegevoegd aan de standaard activiteiten. Zeker tot aan het 50 jarig jubileum was traditiegetrouw de Toren van de Grote kerk te beklimmen. 
In 2016 werd het 50 jarig jubileum gevierd met extra activiteiten en een jubileumkrant. 
In de jaren 2020 en 2021 is geen Oud Veluwse Markt georganiseerd. 

## Hedendaags
Nu ruim 45 jaar later lijkt het alsof de tijd heeft stil gestaan. Boeren en boerinnen die verkopen maar vooral ook graag een demonstratie willen laten zien. De Oud Veluwse Markt trekt per donderdag tussen de 8.000 en 20.000 bezoekers mee naar het centrum van Barneveld.

## Activiteiten
- Demonstratie Oude ambachten
- Optocht van oude kinderwagens, poppenwagens en andere antieke en oud-Veluwse voertuigen, voorgegaan door boerenkapel de Barre Bloazers in klederdracht zoals dat rond 1900 gebruikelijk was
- Boerenerfhuis, op één of meer donderdagen wordt een (veiling van diverse goederen) gehouden
- De bedenkers van het Jan van Schaffelaar-spel (Wordt alleen nog uitgevoerd bij speciale gelegenheden)
- Volksdansgroepen uit binnen en buitenland.
- Kleedjesmarkt (Kindervlooienmarkt)
- Koekslaan
- Graandorsen

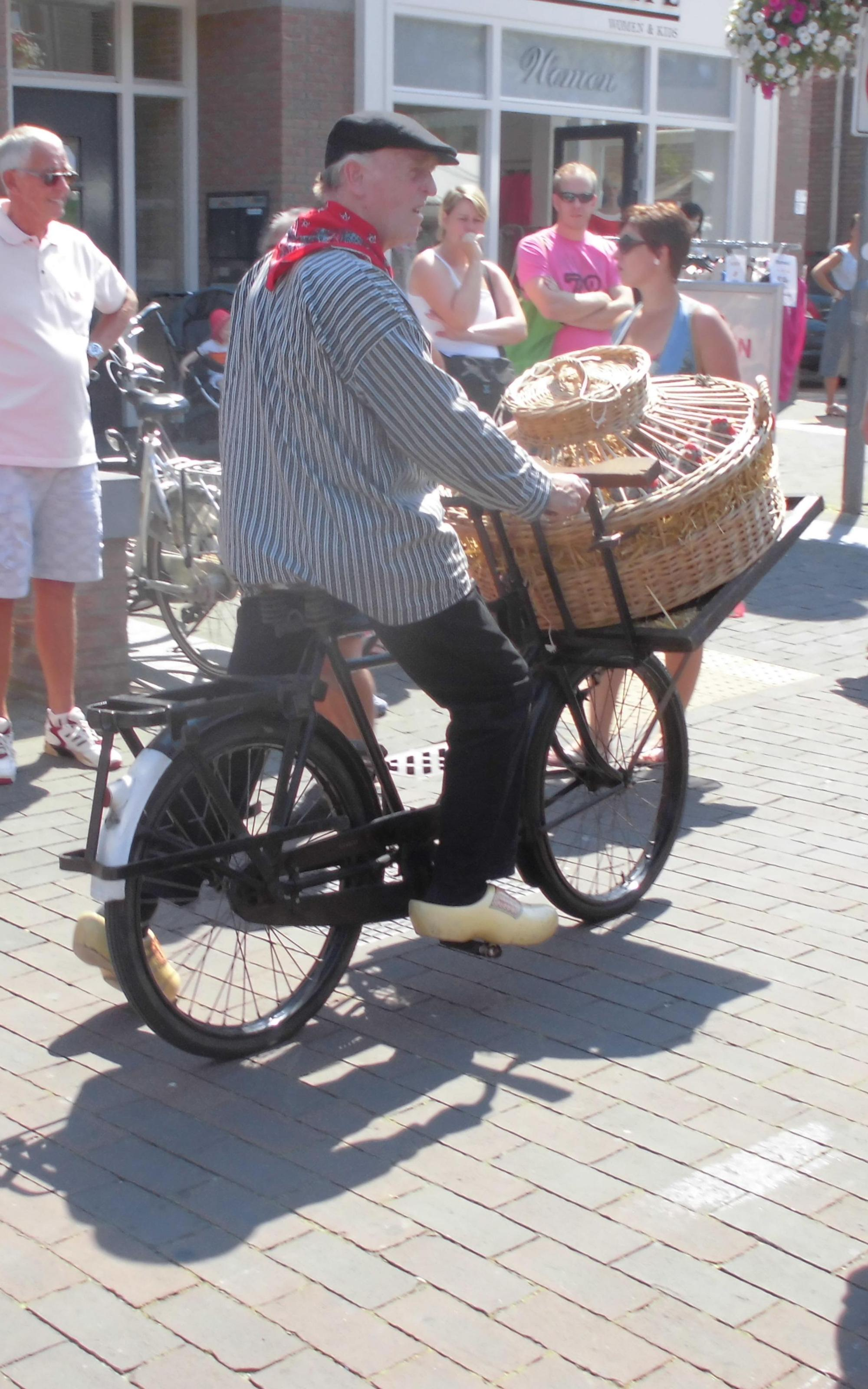
Foto's van de optocht
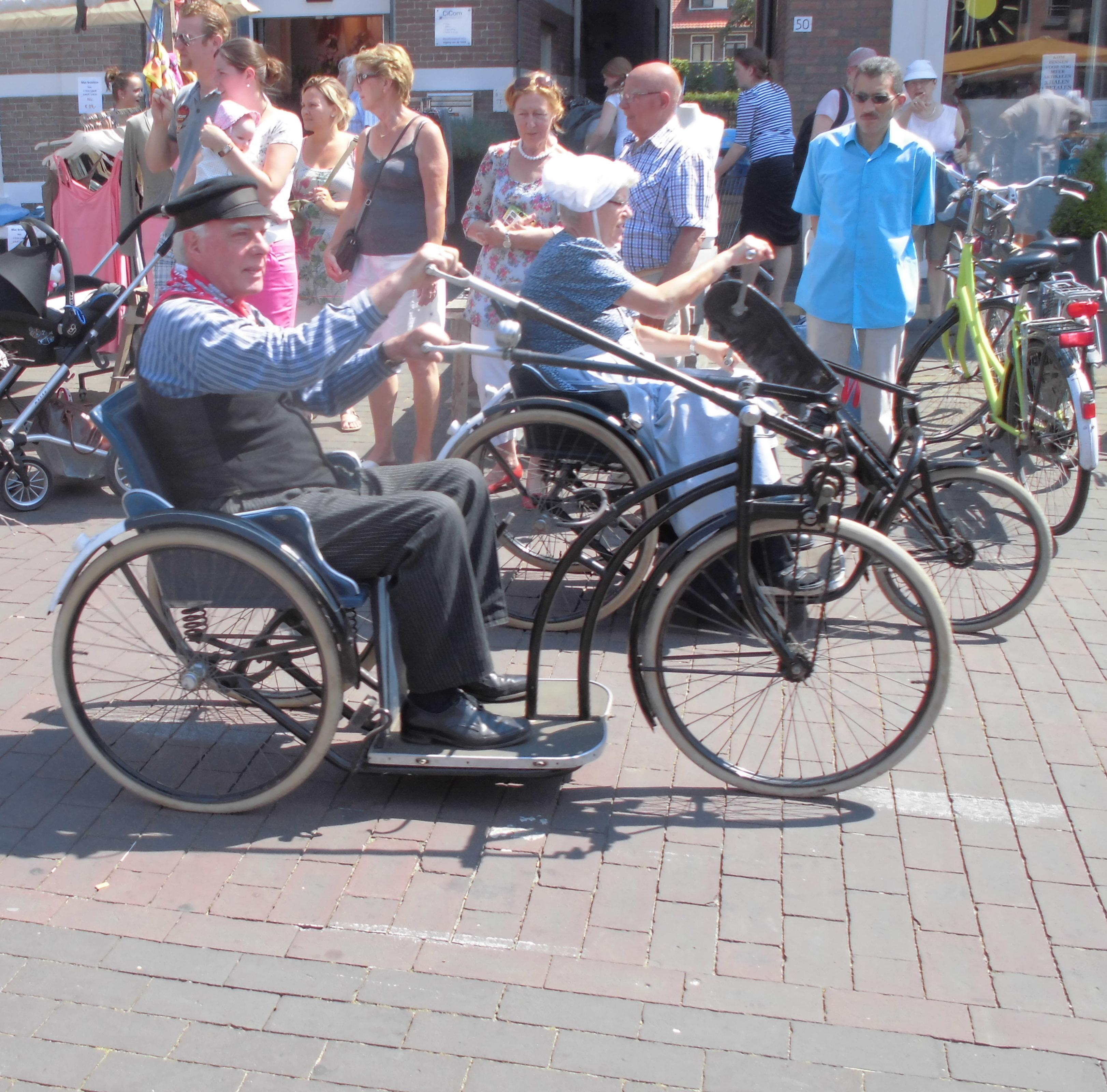
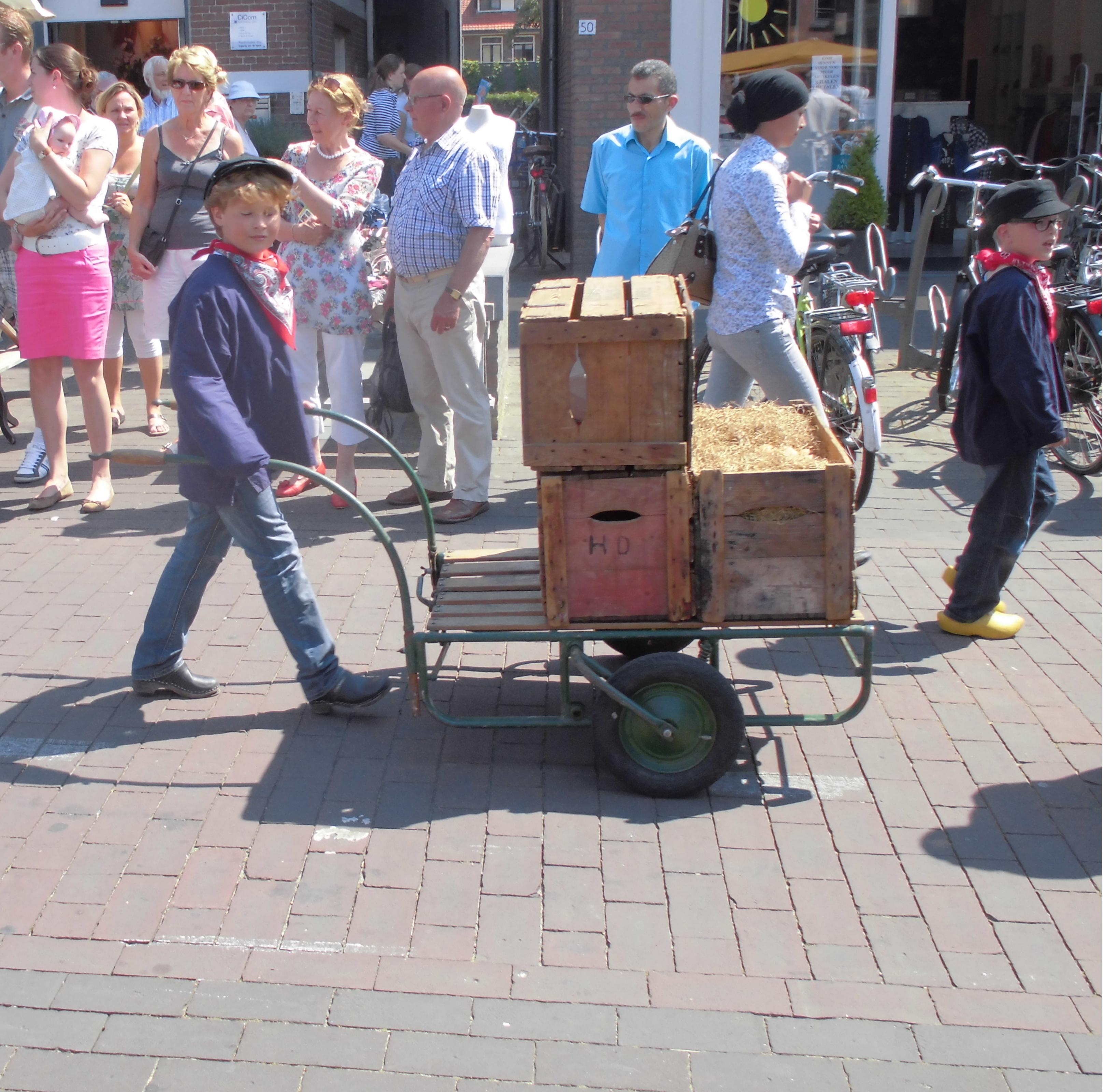
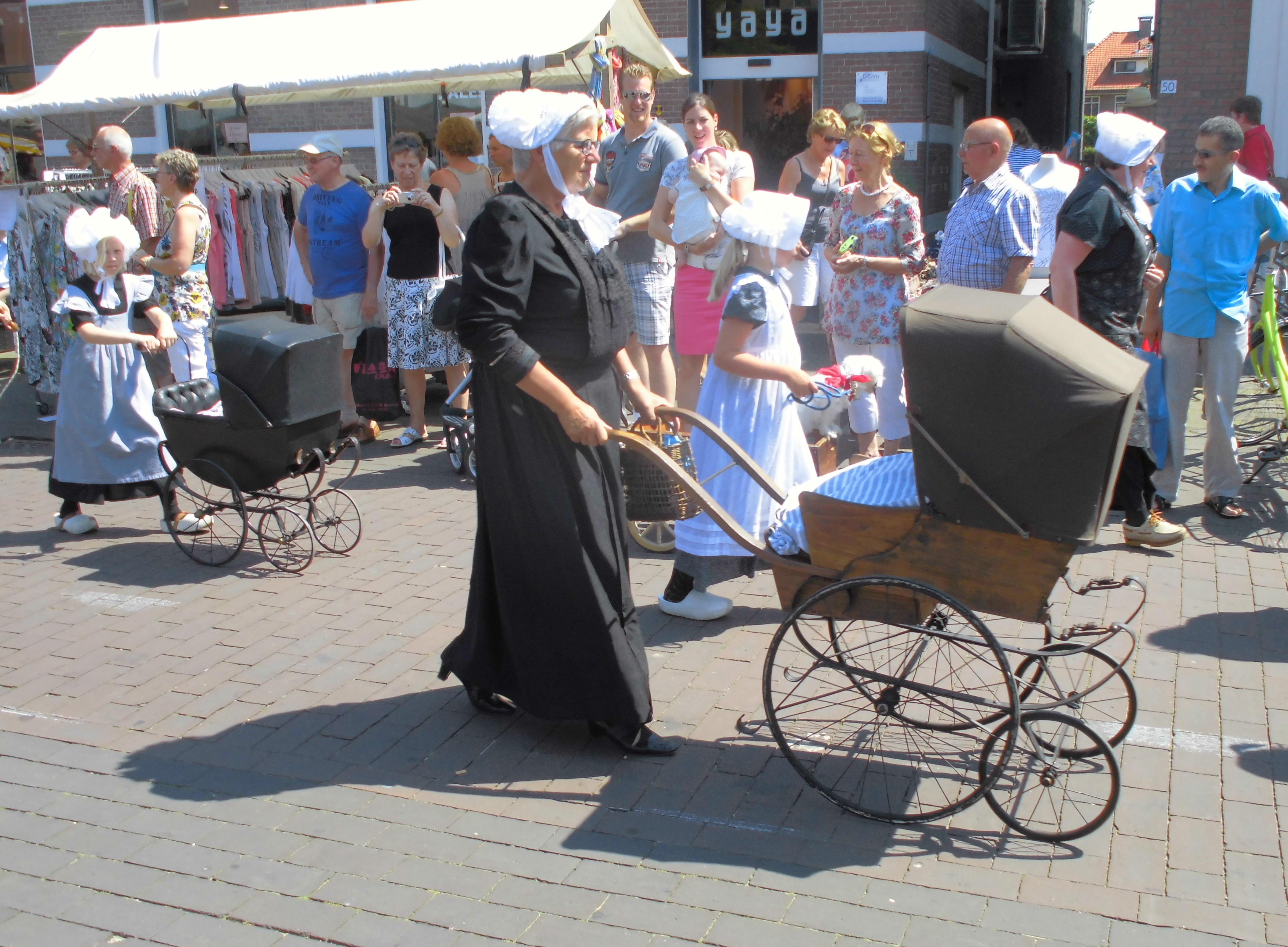
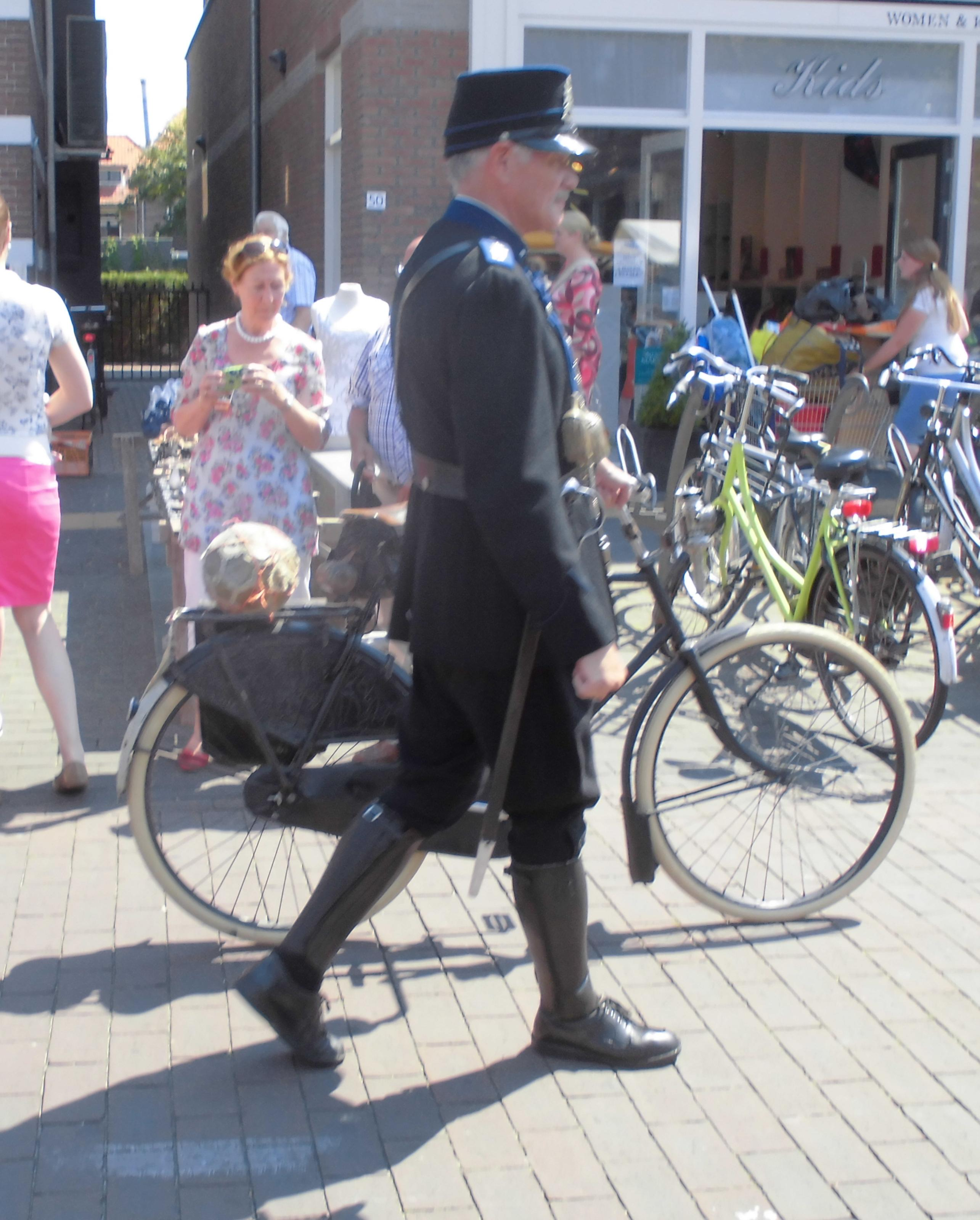